# Patriota (The Boys)
Patriota (Homelander), il cui vero nome è John Gillman, è un personaggio immaginario e il principale antagonista della serie a fumetti The Boys di Garth Ennis e Darick Robertson. Patriota è il leader dei Sette: un gruppo di supereroi edonisti e corrotti finanziati dalla Vought-American (VA). La sua nemesi è William "Billy" Butcher, capo di un'organizzazione di vigilanti supportati dalla CIA conosciuti come "The Boys" che aspira a rovesciare la Vought.
Patriota è stato concepito come una versione malvagia di Capitan America e Superman, e si presenta come un uomo biondo dal fisico muscoloso che indossa un costume blu e rosso colmo di riferimenti alla bandiera americana. Il mantello appoggiato sulla spalla sinistra ricorda quello di Capitan Marvel della DC Comics nella sua prima versione.
Nel corso della serie, egli viene ucciso da Black Noir, che si scopre essere un clone di Patriota al quale è stato assegnato dalla VA il compito di uccidere e sostituire l'eroe nel caso avesse perso il controllo. Nel corso della sua missione, Black Noir impazzisce, e rivela di aver incastrato Patriota per una serie di crimini, tra cui lo stupro e l'uccisione della moglie di Butcher (oltre a una serie di omicidi e atti di cannibalismo e necrofilia) in modo da mettere gli uni contro gli altri i Sette e i Boys, e adempiere a tale scopo.
Nell'adattamento trasmesso su Prime Video, dove è interpretato da Antony Starr, Patriota è padre di Ryan, è responsabile di alcuni dei crimini commessi da Black Noir nel fumetto e ha delle relazioni con Madelyn Stillwell e Stormfront. Nello spin-off The Boys presenta: Diabolico! è doppiato da Starr. È doppiato in italiano da Gianfranco Miranda.

## Biografia del personaggio

### Serie a fumetti
Patriota è un supereroe patriottico che guida la squadra dei Sette ed è considerato l'essere più potente di The Boys. Benché sia stato fatto passare per un alieno caduto sulla terra quando era bambino (un chiaro riferimento a Superman), è in realtà nato all'interno di un laboratorio segreto utilizzando il materiale genetico prelevato da Stormfront, a cui è stato iniettato il Composto V quando faceva ancora parte della Gioventù hitleriana. Quando era giovane, Patriota ha trascorso gran parte della sua vita incatenato a una bomba all'idrogeno nel caso avesse tentato di scappare. Sua madre era una disabile mentale che morì dandolo alla luce.
Patriota viene costantemente tenuto sotto controllo dalla Vought, che finanzia lui e gli altri Sette permettendo loro di vivere in modo edonistico. Nel corso della trama, Patriota incoraggia i Super a fare ciò che vogliono, ma la sua paura nei confronti del capo della Vought James Stillwell ostacola i suoi folli desideri.
Al culmine della serie viene lasciato intendere che Patriota ha violentato Becky, la moglie di Billy Butcher, che poi morì dando alla luce un bambino sovrumano ucciso dal vigilante. Nel quarantesimo volume, i Boys ricevono una serie di foto incriminanti che sembrano mostrare Patriota intento a commettere omicidi oltre a una serie di atti di cannibalismo e necrofilia contro uomini, donne e bambini. Nel corso della serie si scopre che il Super non riesce a ricordare di aver commesso tali crimini da lui commessi e di aver violentato Becky. Viene anche lasciato intendere che egli ha un disturbo dissociativo dell'identità e potrebbe aver inviato le fotografie allo stesso Billy. Nella sfera privata, egli mostra segni di forte squilibrio mentale in quanto parla al proprio riflesso di fronte a uno specchio e ha continui attacchi di nausea. Consapevole di essere comunque condannato per gli atti criminosi da lui commessi, Patriota decide verso la fine della trama di farsi influenzare da qualsiasi pensiero intrusivo che gli passa per la mente.
Da The Boys: Eroegasmo in poi, Patriota decide di ribellarsi alla Vought, libera tutti i supereroi dal controllo dell'organizzazione e compie un colpo di stato contro la Casa Bianca uccidendo tutti coloro che si trovano al suo interno, compreso il presidente. Mentre il supereroe e Butcher si sfidano nello Studio Ovale, Black Noir si toglie la maschera e rivela di essere un clone di Patriota incaricato di ucciderlo qualora avesse perso il senno. Nonostante ciò, nel corso della sua missione, è Black Noir stesso ad essere impazzito, in quanto i crimini di cui Patriota si sarebbe macchiato, non sono mai stati tali da far decidere alla Vought di liberarsene e, quindi, a Black Noir non è mai stata data la possibilità reale di ucciderlo. Per poterlo fare, si scopre che Black Noir ha commesso i crimini di cui è stato accusato Patriota, compreso lo stupro della moglie di Butcher, allo scopo di mettere gli uni contro gli altri i Sette e i Boys, e realizzare così il suo obiettivo segreto. Dopo aver scoperto la verità, Patriota attacca Black Noir, ma lo scontro si conclude con la vittoria del clone. Poco prima di morire però, Patriota ferisce mortalmente l'ex compagno di squadra, permettendo così a Butcher di uccidere il traditore con un piede di porco.

### Serie televisive

#### The Boys(2019-oggi)

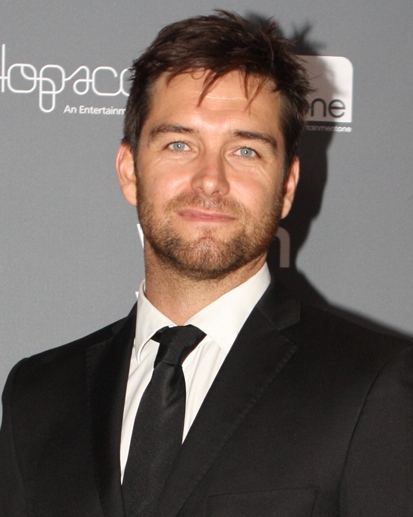
Antony Starr (2012)

Nell'adattamento televisivo, viene impersonato da Antony Starr. A differenza di ciò che accade nel fumetto, Patriota è un personaggio composito con la versione a fumetti di Black Noir e ha violentato Becca, la moglie di Butcher, lasciandola in vita. È considerato da molti recensori una versione cattiva di Superman della DC Comics. Nato dal DNA di Soldatino e allevato in un laboratorio per sviluppare i suoi poteri e diventare Patriota, John mostra molte tendenze sociopatiche ed è apertamente sprezzante nei confronti di coloro che considera esseri inferiori. Quando scopre dal suo creatore, il dottor Jonah Vogelbaum, che dalla violenza contro Becca è nato un bambino di nome Ryan, e che la Vought ha nascosto la verità, Patriota decide di risparmiarlo, pur lasciandolo paralizzato, nonostante tutte le sofferenze che gli ha fatto passare quando era una cavia da laboratorio, e uccide Stillwell. Tuttavia, la sua incapacità di gestire le sue emozioni e il suo carattere sociopatico lo alienano da suo figlio. Inoltre, con la morte di Stillwell, il cui carattere manipolativo le permetteva di trattenere gli istinti perversi di lui, Patriota diviene ancora più instabile. Patriota inizia una relazione con Stormfront e, nonostante alcune iniziali incomprensioni, cospira con lei per allontanare Ryan da Becca e incitare le folle a creare nuovi supereroi per farli combattere contro i super-terroristi. Stormfront viene gravemente ferita da Ryan, e Patriota è costretto a lasciare in pace il ragazzo dopo essere stato ricattato da Queen Maeve. Il Super è quindi costretto ad ammettere pubblicamente di aver avuto una relazione con Stormfront e scusarsi per le sue azioni in televisione. Un anno dopo, per mantenere stabile il comportamento di Patriota, il CEO Stan Edgar e il consiglio di amministrazione della Vought rendono Starlight co-capitano dei Sette. Dopo uno sfogo in diretta tv qualche giorno dopo, tuttavia, Patriota decide di prendere in mano la situazione e minaccia Starlight di distruggere New York se lei procedesse ad attuare il ricatto, per poi eliminare tutti i suoi cospiratori. Quando Soldatino viene liberato dai Boys, Patriota prima combatte con lui, poi, scoprendo che è suo padre, cerca di farlo passare dalla propria parte, ma Soldatino rifiuta sprezzante ritenendolo un debole, e Patriota ingaggia una furiosa lotta con Maeve, cavandole un occhio. Il combattimento si chiude con il sacrificio di Maeve e la sconfitta di Soldatino, con Patriota illeso e riunito con il figlio Ryan. Il giorno dopo, quando fa conoscere al mondo il figlio, un uomo lo insulta e colpisce Ryan con una bottiglia. Patriota, furioso, lo uccide con il laser, ma sorprendentemente la folla lo acclama.
Un anno dopo, Patriota viene dichiarato innocente riguardo la vicenda dell’omicidio dell’uomo, scatenando una guerriglia tra i suoi sostenitori e quelli di Starlight. Patriota ha assunto le super Sister Sage e Firecracker per ribellarsi alla Vought e ottenere più potere mediatico, ma Patriota è protagonista di una lotta interiore dato che Ryan non è felice con lui e inizia a malsopportare l’intelligenza di Sage. Così, torna nel laboratorio in cui è cresciuto e uccide brutalmente tutti gli scienziati, non prima di averli tormentati, per vendicarsi delle angherie e delle torture subite durante la sua infanzia. Inizia a comportarsi meglio con Ryan, ma gli eventi accaduti nella magione di Tek Night gli fanno perdere la fiducia in Sage e inizia a legare molto con Firecracker. Dopo il tradimento di A-Train, Patriota impulsivamente licenzia Sage. In seguito alla morte di Victoria Neuman, che doveva diventare presidente, Patriota crede di aver perso, ma Sage torna da lui e rivela che faceva tutto parte del suo piano. Patriota dunque di fatto diventa presidente degli Stati Uniti e fa arrestare tutti i suoi oppositori.
Stando a quanto dichiarato da Eric Kripke, il personaggio può essere "in teoria" ucciso, ma si è deciso di non farlo annientare da Black Noir nell'adattamento televisivo.

#### Seven on 7 with Cameron Coleman(2020–2021)
Nella webserie del 2020-2021 Seven on 7 with Cameron Coleman, ambientata tra gli eventi della seconda stagione e terza stagione, Patriota si ritrova a subire le conseguenze della sua relazione con Stormfront, che si è scoperto essere una nazista, e prende parte a una serie di video promozionali del fittizio servizio in streaming Vought+, e iniziative natalizie.

#### The Boys presenta: Diabolico!(2022-oggi)
In The Boys presenta: Diabolico! Patriota appare per la prima volta verso la fine dell'episodio Un corto d'animazione dove piccoli Super scazzati fanno fuori i genitori per giustiziare i protagonisti, ovvero dei Super, poiché questi hanno ucciso i loro genitori che li hanno abbandonati in una struttura per conto della Vought in seguito agli eventi di Sulla collina con le spade di mille uomini.
Patriota compare nuovamente in Io sono il tuo pusher, ambientato nella stessa continuity della serie di fumetti The Boys. Nel corso della trama, Butcher costringe uno spacciatore di droga (da cui Patriota compra cocaina corretta con adrenalina umana) a iniettare una sostanza a un Super che, nel corso di una cerimonia cui assiste Patriota, si schianta contro un altro supereroe corrotto causando la morte di entrambi. Per giustificare l'incidente di fronte al pubblico, Patriota, Queen Maeve e Jack da Giove incolpano un "satellite della Guerra Fredda" controllato da un supercattivo di nome Galaxius, sostenendo che è "nascosto alla luce del sole", riuscendo a convincere gli spettatori della loro menzogna.
L'episodio Uno più uno uguale due è un prequel in cui si vede Patriota diciottenne diventare membro dei Sette, noto allora come Il Patriota. La sua superiore Madelyn Stillwell lo ha manipolato e commesso abusi sessuali su di lui, e dichiara che Black Noir si deve assicurare che il nuovo membro dei Sette non commetta errori. Successivamente Patriota affronta la sua prima missione: liberare degli ostaggi in un impianto chimico assieme a Noir. Nel corso della stessa, tenta di agire pacificamente, ma uccide accidentalmente degli innocenti ed eco-terroristi per poi impazzire e compiere un eccidio sfruttando la sua vista laser. Quando Black Noir giunge sul posto e scopre ciò che Patriota ha fatto, quest'ultimo tenta inizialmente di spiegargli cosa è accaduto ma tenta anche di ucciderlo per paura che possa informare terzi del fatto. Dopo aver ingannato Patriota spingendolo a far saltare in aria il complesso, Black Noir si guadagna la sua fiducia uccidendo l'ultimo testimone degli omicidi e dà al compagno un foglio di carta su cui è riportato ciò che dovrà dire alla stampa per spiegare l'accaduto: durante le interviste, Patriota dichiara di aver tentato di salvare i civili, ma i terroristi disponevano di una bomba a causa della quale è saltato l'intero impianto. Più tardi, al quartier generale della Vought, Patriota dice a Stillwell che si sbagliava su Noir e che "avrebbe delle cose da insegnargli".

#### Gen V(2023-oggi)
Patriota compare nell'ultimo episodio della prima stagione dello spin off di The Boys Gen V, dove attacca la protagonista Marie Moreau.

## Sviluppo
Il personaggio è stato concepito come una versione malvagia di Superman e Capitan America in termini di poteri e costumi. Il suo mantello tirato a sinistra ricorda il primo costume di Capitan Marvel a.k.a. Shazam. La storia di Patriota nei fumetti originali è simile a quella dell'adattamento televisivo di The Boys.
Garth Ennis descrive Patriota come: «un personaggio quasi del tutto negativo. Anche se, in realtà, egli è solo la somma di una serie di istinti spiacevoli tenuti sotto controllo dalla sua stessa intelligenza. Egli è infatti in grado di capire che può avere tutto ciò che vuole purché non giochi troppo con la sua fortuna». Ennis sostiene anche che egli «ha l'autocontrollo, per così dire, di un quattordicenne».

## Poteri e abilità
Oltre a essere dotato di grande forza e resistenza fisica, Patriota può contare su una serie di abilità quali la capacità di volare, la superforza, la vista infrarossi e la vista laser, può stordire i nemici sfruttando la potenza della sua voce ed è inoltre dotato di velocità e agilità fuori dal comune. Grazie al Composto V, invecchia più lentamente di un normale essere umano. Durante un dialogo che fa con Starlight, risulta che il suo nome sia John e che utilizzasse in passato un alias al quale ha rinunciato.
Nella serie televisiva The Boys, nel finale della prima stagione, La resa dei conti, Madelyn Stillwell afferma che Patriota non ha nessuna debolezza. I poteri e il senso del diritto di Patriota lo hanno portato a mostrare un'estrema megalomania, inducendolo a commettere crimini contro persone innocenti, inclusi atti di stupro e omicidi di massa, con l'idea di poter fare tutto ciò che vuole a causa di chi è.

## Accoglienza
Nella sua trasposizione televisiva, Patriota è stato accolto molto positivamente dagli specialisti ed è uno dei personaggi preferiti della serie. Il personaggio è stato inserito al primo posto di molte classifiche sui personaggi migliori della serie. Secondo Men's Health, Patriota è il «cattivo definitivo di quest'epoca (...) Le espressioni penetranti e il volto da uncanny valley di Anthony Starr compongono soltanto la parte superiore di un'iconica silhouette; il resto di Patriota è un monumento barocco all'eccezionalismo americano sotto forma di una sgargiante action figure». Secondo molti, egli avrebbe molti elementi in comune con il nazionalismo trumpiano e sarebbe la personificazione del modo in cui il mondo vede gli Stati Uniti. Nel titolo di un suo articolo, The Express Tribune riporta che potrebbe essere uno dei migliori villain mai apparsi.

## Altri media

### Death Battle!(2020-oggi)
Negli episodi di Death Battle! sponsorizzati da Prime Video del 2020 per promuovere la seconda stagione della serie The Boys, Patriota (doppiato da Yong Yea) combatte contro tutti gli altri Sette e Butcher (che sostituisce Black Noir) e adotta con Stormfront un bambino che ha la capacità di sparare laser dagli occhi, fattore che lascia spiazzati i presentatori Wiz e Boomstick.
In un episodio natalizio del 2022 nato per promuovere la terza stagione di The Boys, Patriota giunge a casa di Omni-Man della serie Invincible, uccide la moglie di quest'ultimo, Debbie, e tenta di sconfiggere l'altro supereroe. Al termine dello scontro, Omni-Man stacca la mandibola di Patriota e gli strappa il cuore dal petto per poi finirlo schiacciandogli la testa con le mani.

### Mortal Kombat 1(2024)
È un personaggio giocabile DLC del videogioco Mortal Kombat 1, anche qui con le fattezze estetiche di Antony Starr (ma non la voce ), rilasciato a inizio giugno 2024. Qui, Patriota inizia ad attaccare New York dopo che la gente gli si era rivoltata contro dopo che il super aveva accidentalmente ucciso un passante, ma incredibilmente si apre un portale da dove fuoriescono dei demoni. Patriota, determinato a riconquistare l'affetto degli abitanti, uccide tutti i demoni e successivamente si fionda nel portale ancora aperto. Nello slancio, disintegra lo shaolin Kung Lao e la principessa Kitana e uccide Liu Kang facendogli esplodere la testa con un pugno.